# Mao Duns litteraturpris

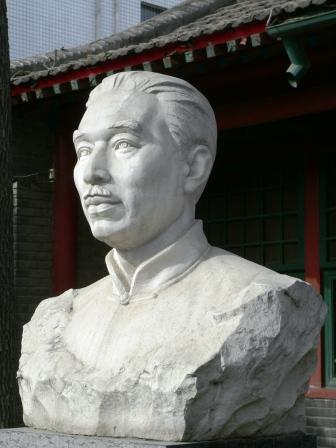
Byst av Mao Dun vid hans bostad i Peking.

Mao Duns litteraturpris (traditionell kinesiska:  茅盾文學獎?, förenklad kinesiska: 茅盾文学奖?, pinyin: ''Máo Dùn wénxuéjiǎng) är ett av de främsta litteraturpriserna i Kina. Det instiftades 1982 till minne av den nyligen avlidne författaren Mao Dun. Priset utdelas vart fjärde år (tidigare vart tredje år) av det kinesiska författarförbundet för framstående romaner utgivna i Kina.

## Prisvinnare
1982
- Wei Wei 魏巍 för 《东方》 (Dōngfāng, Orienten)
- Zhou Keqin 周克芹 för 《许茂和他的女儿们》 (Xǔ Mào hé tā de nǚ'érmen, Xǔ Mào och hans döttrar)
- Mo Yingfeng 莫应丰 för 《将军吟》 (Jiāngjun yín, Generalens sång)
- Li Guowen 李国文 för 《冬天里的春天》 (Dōngtiānlǐ de chūntiān, Vår om vintern)
- Gu Hua 古华 för 《芙蓉镇》 (Fúróng zhèn, Lotusbyn)

1985
- Zhang Jie 张洁 för 《沉重的翅膀》 Chénzhòng de chìbǎng, De tunga vingarna)
- Liu Xinwu 刘心武 för 《钟鼓楼》 (Zhōnggǔlóu, Klock och trumtornet)
- Li Zhun 李准 för 《黄河东流去》 (Huáng Hé dōng liú qù, Gula floden flyter mot öst)

1991
- Lu Yao 路遥 för 《平凡的世界》 (Píngfán de shìjiè, Vanlig värld)
- Ling Li 凌力 för 《少年天子》 (Shàonián tiānzǐ, Den ungdomliga härskaren)
- Sun Li 孙力 och Yu Xiaohui 余小惠 för 《都市风流》 (Dūshì fēngliú, Metropolis)
- Liu Baiyu 刘白羽 för 《第二个太阳》 (Dì'èr gè tàiyáng, Den andra solen)
- Huo Da 霍达 för 《穆斯林的葬礼》 (Mùsīlín de zànglǐ, Muslimens begravning)

Hederspriser till Xiao Ke (Blodig himmel) och Xu Xingya (Trasig guldskål) 
1997
- Wang Huo 王火 för 《战争和人》 (Zhànzhēng hé rén, Krig och människor)
- Chen Zhongshi 陈忠实 för 《白鹿原》(修订本) (Bái lù yuán (xiūdìngběn), Den vita hjortens land)
- Liu Simin 刘斯奋 för 《白门柳》 (Bái mén liǔ)
- Liu Yumin 刘玉民 för 《骚动之秋》(Sāodòng zhī qiū)

2000
- A Lai 阿来 för 《尘埃落定》(Chén'āi luòdìng, När dammet har lagt sig)
- Wang Anyi 王安忆 för 《长恨歌》 (Chánghèn gē, Hatets sång)
- Zhang Ping 张平 för 《抉择》 (Juézé, Utvald)
- Wang Xufeng 王旭烽 för 《茶人三部曲》 Chárén sānbùqū, Temänniskan-trilogin)

2005
- Xiong Zhaozheng 熊召政 för 《张居正》 (Zhāng Jūzhèng)
- Zhang Jie 张洁 för 《无字》 (wú zì, Utan ord)
- Xu Guixiang 徐贵祥 för 《历史的天空》 (Lìshǐ de tiānkōng, Historiens himmel)
- Liu Jianwei 柳建伟 för 《英雄时代》 (Yīngxióng shídài, Hjältarnas era)
- Zong Pu 宗璞 för 《东藏记》 (Dōng Cáng jì, Dong Cangs historia)

2008
- Jia Pingwa 贾平凹 för 《秦腔》 (Qin Qiang)
- Chi Zijian 迟子建 för 《额尔古纳河右岸》
- Mai Jia 麦家 för 《暗算》 (Planen)
- Zhou Daxin 周大新 för 《湖光山色》

2011
- Zhang Wei, för På platån
- Liu Xinglong, för Himmelsvandraren
- Bi Feiyu, för Massage
- Mo Yan, för Groda
- Liu Zhenyun, för En mening värd tusenden